# Winchester Модель 1887/1901
Winchester Model 1887 та Winchester Model 1901 рушниці важільної дії, які розробив американський конструктор Джон Браунінг, а випускала компанія Winchester Repeating Arms Company з кінця 19-го та на початку 20-го століть. Відомим дробовик став завдяки використанню у фільмі 1991 року Термінатор 2: Судний день.

## Опис
Модель 1887 стала першою успішною магазинною рушницею. Важільну конструкцію було обрано за замовленням компанією Winchester Repeating Arms Company, яка була відома на той час своїми важільними гвинтівками, наприклад, Winchester Model 1873. Конструктор Джон Браунінг стверджував, що помпова конструкція буде кращою для магазинної рушницю, але позиція керівництва компанії Winchester, на той час була такою, що компанія була відомим "виробником вогнепальної зброї важільної дії", а тому вони вважали, що новий дробовик має бути важільної дії з міркувань пізнаваності бренду. Браунінгу відповідь розробив казнозарядну рушницю з хитним затвором важільної дії. Але після появи бездимного пороху компанія Winchester випустила рушницю помпової дії розроблену Браунінгом, яка стала відома як Модель 1893 (рання серійна версія Моделі 1897).
В рушничних набоях того часу використовували димний порох, а тому рушниці Модель 1887 були розроблені та заряджалися менш потужними рушничними набоями з димним порохом. Модель 1887 випускали під набої 10 та 12 калібру. В варіанті під набій 12 калібру використовували гільзи довжиною 2+5⁄8 дюйма (67 мм), а в варіанті 10 калібру — 2+7⁄8 дюйма (73 мм).
Стандартна довжина стволу становила 30 дюймів, крім того можна було замовити рушницю з довжиною стволу 32 дюйми. В 1888 році можна було замовити версію з довжиною стволу 20 дюймів (510 мм), а також компанія Winchester пропонували стволи з дамаської сталі.

### Модель 1901
В 1900 році стало зрозуміло, що затвор рушниці M1887 не достатньо міцний для використання набоїв з бездимним порохом, а тому було випущено міцнішу рушницю Winchester Модель 1901 лише під набій 10 калібру, щоб впоратися з більшим відбоєм потужнішого бездимного пороху. Варіант під набій 12 калібру не пропонували, оскільки компанія Winchester не хотіла, щоб Модель 1901 конкурувала з успішною помповою рушницею 12 калібру Модель 1897. Іншими відмінними характеристиками Моделі 1901 є:
- Рушниця мала лише ствол довжиною 32 дюйми (810 мм).
- Двокомпонентний важіль для пальців з блокуванням спускового гачка для запобігання випадковому пострілу.[3]
- Клеймо торгової марки Winchester було перенесено на верхній хвостовик, за ударником.[3]
- Тип чока було нанесено на лівому боці стволу поряд зі ствольною коробкою.[3]

Незважаючи на технічно надійну конструкцію  рушниці, як і передбачав Джон Браунінг, ринок важільних дробовиків значно скоротився, після появи Winchester 1897 та інших помпових рушниць. В період з 1887 по 1901 було випущено 64855 одиниць Моделі 1887. В період з 1901 по 1920 роки було додатково випущено 13500 одиниць Моделі 1901, до того як Модель 1887/1901 було знято з виробництва.

## Репродукція
Кілька збройних компанії намагалися випускати Модель 1887/1901 під сучасні набої з бездимним порохом — загалом для стрілецьких змагань ковбоїв — але з невеликим комерційним успіхом. Три збройні компанії змогли випустити життєздатні моделі для комерційного ринку використовуючи простіший у виробництві затвор Моделі 1901 та ствольну коробку Моделі 1887:
- Австралійська компанія ADI Limited випустила невелику пробну партію сучасних дробовиків Модель 1887/1901, під сучасні рушничні набої 12 калібру під бездимний порох. Австралійська національна угода про вогнепальну зброю відносить важільні дробовики до категорії зброї A/B, в той час як помпові дробовики підпадають під більш сувору категорію C/D. Комерційне виробництво зброї компанією ADI мало було розпочатися в 2007 році, після кількох років затримок через проблеми з розповсюдженням, але це виробництво так і не розпочалося.
- Китайська компанія Norinco зараз випускає рушницю Модель 1887 під сучасні набої 12 калібру під бездимний порох, версія якого (зі стволом довжиною 20 дюймів (510 мм)) виробляють для американської збройної компанії Arms Corporation (IAC) та експортується для продажу в США, Канаді та Австралії. Як єдиний легальний магазинний дробовик (окрім дробовиків з ковзним затвором Mossberg) для власників вогнепальної зброї, яка не випущена в Австралії, він став дуже популярним серед мисливців і спортсменів. Проте продажі в США та Канаді загалом були розраховані на учасників ковбойських стрілецьких змагань, оскільки в США і Канаді доступні для купівлі недорогі помпові та самозарядні дробовики. Ця зброя стала популярною серед американських та канадських власників зброї.[5]
- Італійська компанія Chiappa Firearms випускає сучасну репліку рушниці Winchester Модель 1887. Дробовики з'явились на австралійському та європейських збройних ринках наприкінці 2008 року. Репліка від Chiappa має стволи довжиною від 28 до 18,5 дюймів. Вони також пропонують модель з нарізним стволом та дві моделі з пістолетними руків'ями.[5]